# تیم وود (اسکیت‌باز نمایشی)
تیم وود (انگلیسی: Tim Wood؛ زادهٔ ۲۱ ژوئن ۱۹۴۸) اسکیت‌باز نمایشی اهل ایالات متحده آمریکا است.